# 홍대앞희망시장

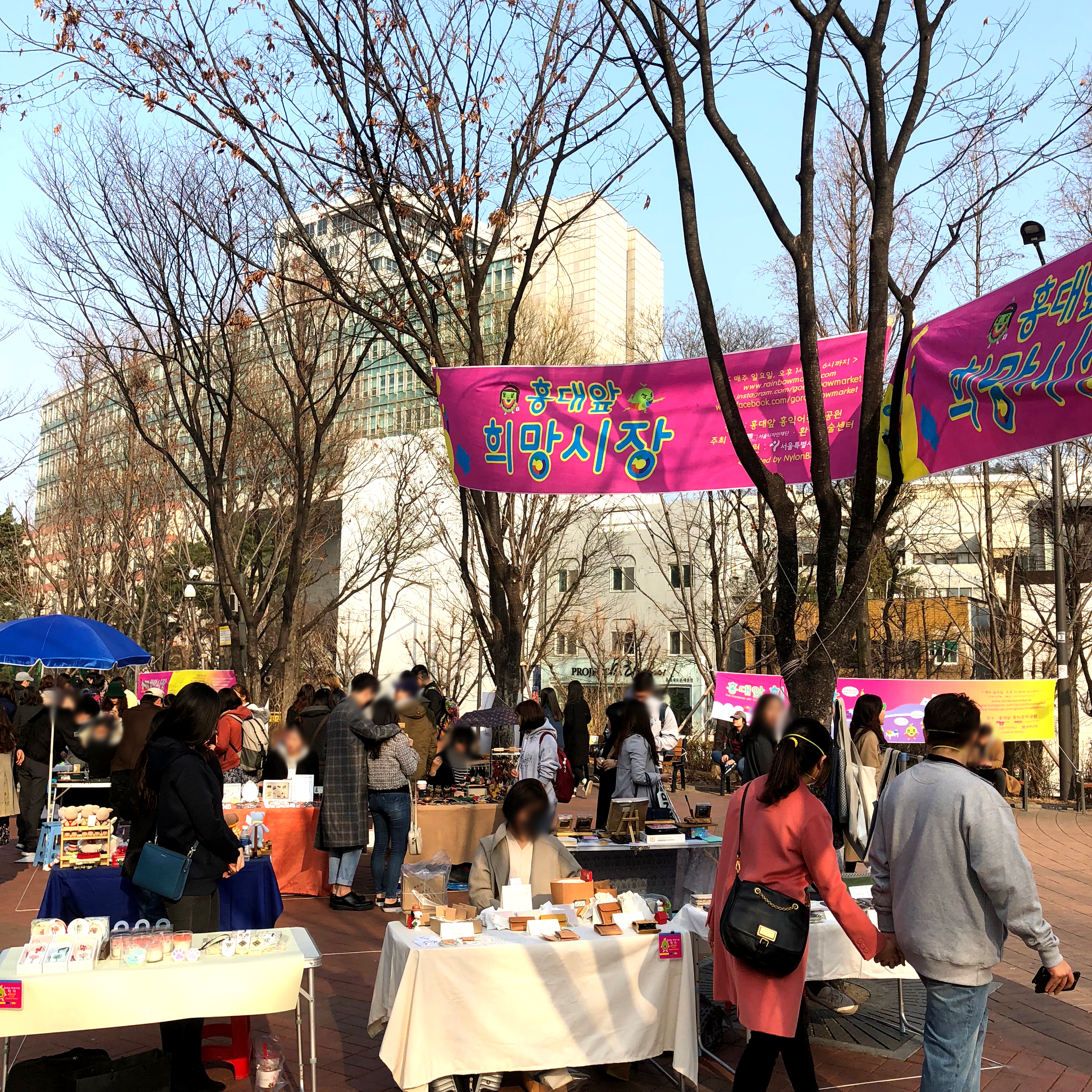
홍대앞희망시장의 전경

홍대앞희망시장은 서울특별시 마포구 서교동 홍익문화공원에서 개장하는 시장이다. 2002년 5월 12일에 첫 개장한 대한민국 최초의 수공예 문화예술시장이다. 

## 연혁
2002년 3월경 월드컵 관련 문화행사를 준비하던 당시 기획자들이 모여 홍익대학교 앞의 정기적 시장 계획에 대한 논의가 시작되고 희망시장 취지에 맞는 사람들을 모으기 시작하였다. 마침내 2002년 5월 12일, 홍익대학교 정문앞 길 건너편에 위치한 놀이터에서 제1회 희망시장이 열리고, 이후 몇 차례 운영진의 변화를 겪으면서 현재의 홍대앞 희망시장이 되었다.

## 홍대앞 희망시장
홍대앞 희망시장은 매년 3월부터 11월까지, 매주 토/일요일, 오후2시30분부터 7시30분까지, 서울특별시 마포구 와우산로 21길옆 홍익문화공원에서 개장하는 한국 최초의 수공예 문화예술 시장이다. 홍대앞 희망시장은 2022년 기준으로, 서울시(문화예술 부서)에 등록되어 있는 비영리민간단체인 "하고싶은 일을 하며, 먹고살고 싶은 시민작가 협의회"(하하협)에서 개최 및 운영을 하였다.
2022년 7월, 주관단체의 조직변경에 앞서 하하협문화예술협동조합이 설립 절차를 진행하였다. 그리고
2022년 8월8일 하하협문화예술협동조합의 설립신고가 완료되었고, 8월 16일 사업자등록이 이루어졌다.
공식적으로 홍대앞희망시장은 기존 비영리민간단체 하하협과 더불어 하고싶은 예술을 하며 모두와 협력하는 문화예술 협동조합이 공식적으로 주관한다.
법인등록번호 : 270151 - 0036406
사업자등록번호(면세법인) : 708-88-02599

## 하하협문화예술협동조합 주최 홍대앞 희망시장

#### 소개
홍대앞 희망시장은 예술이 일상이고, 일상이 예술인 사람들이 모여서 만든 "홍대앞의 예술장터"로써 하고 싶은 일을 하면서, 먹고 살 수 있는 희망을 실현시키자는 취지로  탄생하게 되었다. 희망시장이 개장되는 홍대 앞은 과거에도 산발적인 벼룩시장등이 존재했었는데 희망시장은 이런 활동을 좀 더 발전적이고 정기적인 행사로 만들어 문화의 층을 더욱 두텁게 하자는 의미로 기획되었다. 2002년 3월부터 이른바 "홍대 앞"을 정서적 기반으로 활동하는 젊은 예술가와 기획자들이 중심이 되어 시장을 만들고 2002년 5월 12일에 전국에서 처음으로 수공예 시장인 '홍대앞 희망시장'이 개장하였다. 지금의 희망시장 운영주최인 '하하협'도 희망시장 당초의 기본 슬로건을 계승하고 더욱 발전시키고자는 취지에서 단체 명칭을 변경하게 되었다. "하하협 비영리 민간단체증서"
공식적으로 하하협문화예술협동조합이 주관하게 되었다.

#### 연혁
- 2002년 3월 15일: 첫 운영위원 모임
- 2002년 4월 12일: 희망시장 다음카페(http://cafe.daum.net/hopemarket 현재는 운영하지 않음) 개설
- 2002년 5월 12일: 제1회 홍대앞 희망시장 개최(홍대앞 놀이터[4])
- 2006년 3월 5일: 제127회 홍대앞 희망시장 개장
- 2014년 5월 20일: 홍대앞 희망시장 공식 페이스북 개설
- 2014년 7월 7일: 홍대앞 희망시장 공식 도메인(www.rainbowmarket.kr) 설정
- 2016년 2월 29일: 홍대앞 희망시장 공식 인스타그램 개설

- 2017년 5월 14일: 제568회 홍대앞 희망시장 개장

- 2019년 1월 22일: 홍대앞 희망시장 운영주최 단체명칭이 "하하협"으로 최종 변경 및 승인

- 2019년 4월 12일: 서울시 마포구 세무서에 고유번호증 발급 "231-82-68139" - <수익사업을 하지 않는 비영리법인 및 국가기관등 : 본점>
- 2019년 12월 1일: 제683회 홍대앞 희망시장 개장

- 2019년 12월 10일: 서울시 마포구청장 직인이 명시된 마포구 자원봉사 활성화에 기여한 공으로 감사장 받음 - 제272호

- 2022년 1월 15일: 홍대앞 희망시장 공식 홈페이지 개설(www.rainbowmarket.kr)

- 2022년 5월: 희망시장 개장 20주년
- 2022년 6월 하하협 단체 홈페이지 개설 http://www.hahahyup.org
- 2022년 8월8일 하하협문화예술협동조합 설립신고 완료, 법인등록번호 : 270151 - 0036406
- 2022년 8월 16일 하하협문화예술협동조합 사업자등록 완료, 사업자등록번호(면세법인) : 708-88-02599
- 2023년 1월 30일 홍대앞희망시장 운영시간 변경 매월3-11월, 매주 토/일요일, 오후2시반부터 7시반까지

#### 사업 내용
홍대앞 문화와 예술의 재생을 돕고, 그 효과의 지속성을 확보하며 창작자들이 필요로 하는 공유자산을 확보하여, 그 서비스의 지속적 공급을 통한 창작활동의 질을 높이는 것을

목적으로 한다. - 하하협문화예술협동조합 정관중 제2조 "목적"에서 발췌

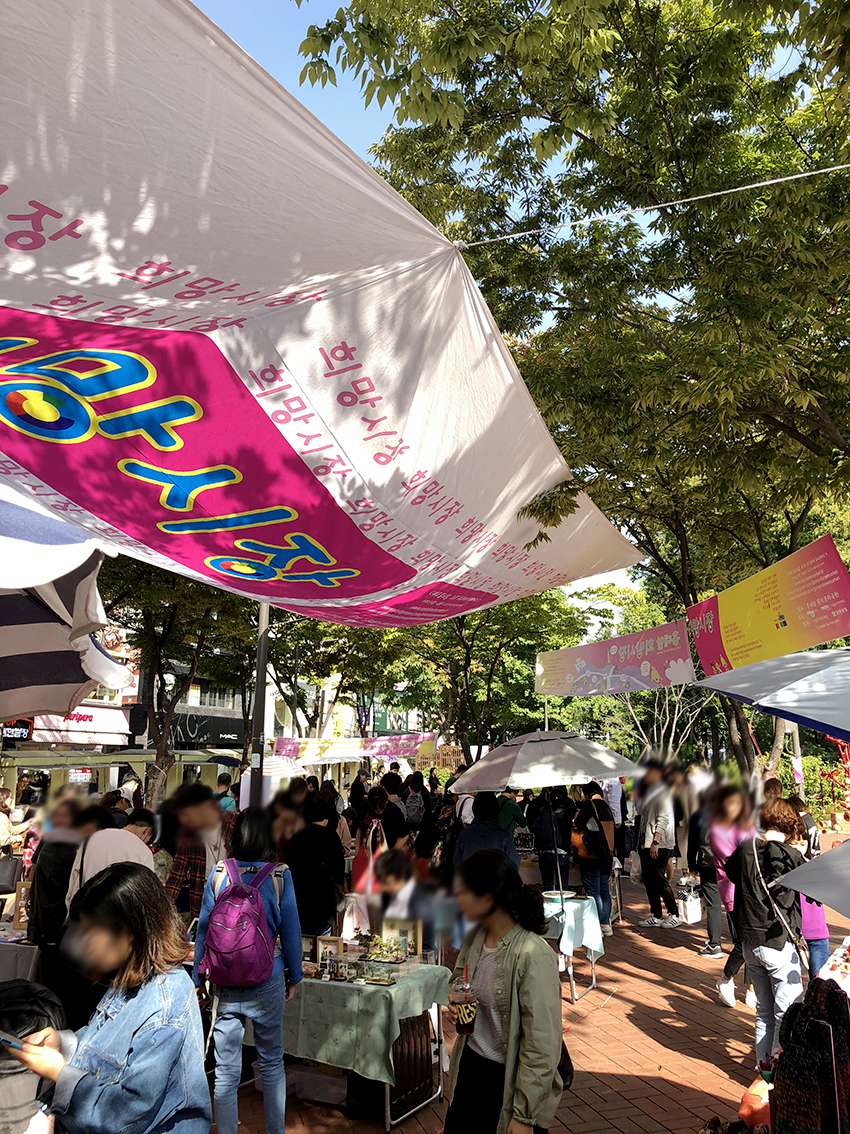
홍대앞희망시장 개최 모습.1

#### 참가 요건

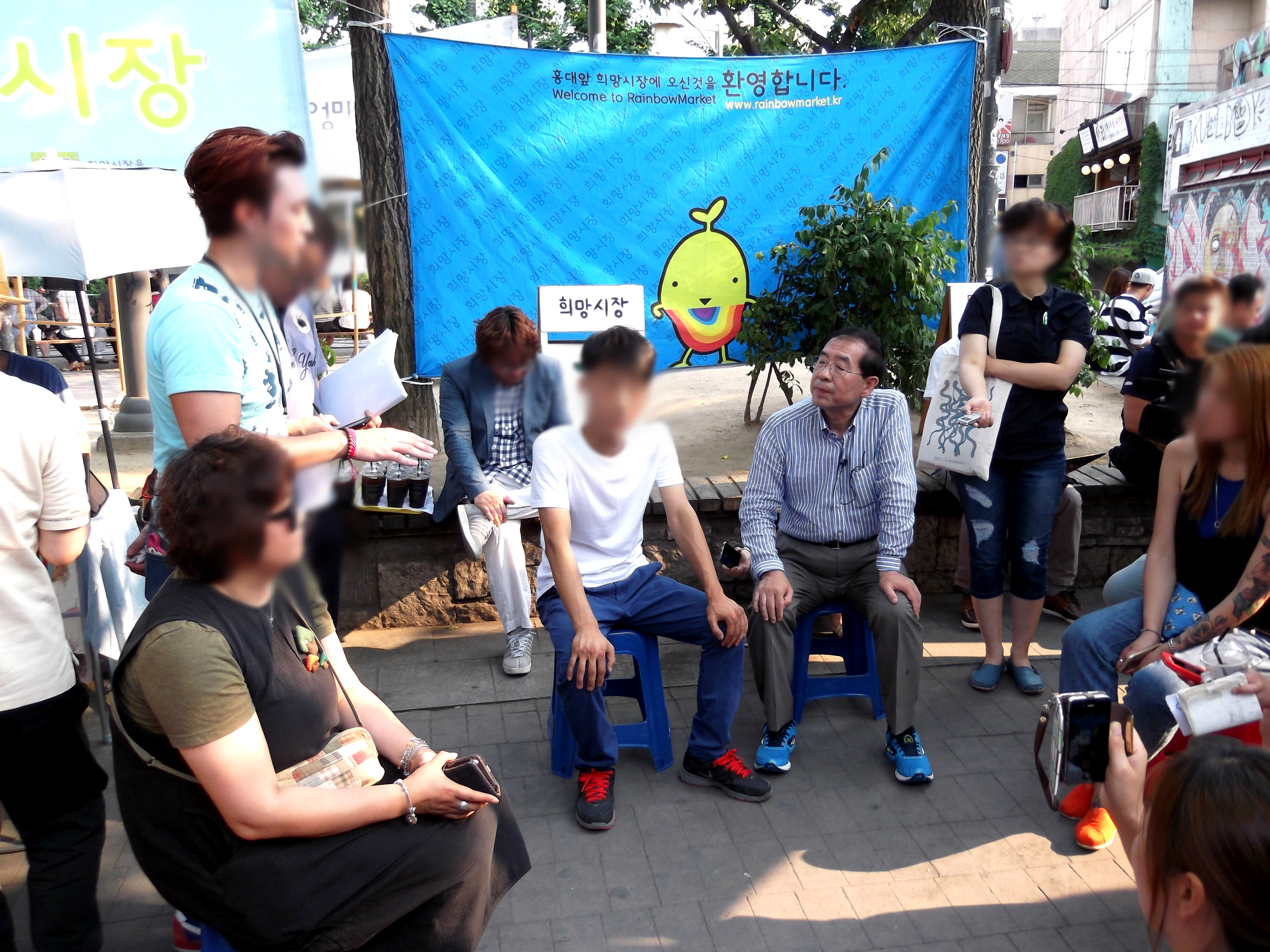
박원순시장 희망시장 방문 간담회

홍대앞 희망시장은 기본적으로 참여 작가님들이 직접 창작한 수공예품, 디자인 및 패션 상품, 금속 및 유리 공예, 버스킹, 순수미술, 일러스트와 캐리커쳐 그리고 사진 등이 총 망라되는 문화예술 시장이다. 따라서 희망시장에 참가하기 전에 일정 요건의 "작가등록서"를 보내고 통과 되면 반드시 2주안에 참가 해야하는 시스템을 가지고 있다. 그리고 사업자 유무에 상관없이 남녀노소 누구나 참가 가능하다. 단, 참가할 수 없는 품목이 있는데, 음식(먹거리), 중고물품, 일반공산품, 카피상품, 단순 부자재 연결품, 정치적 목적품, 미풍양속을 저해하는 물품, 가장 중요한 공예적 특성이 없는 물품등은 참가를 제한하
고 있다. 이는 홍대앞 희망시장의 최초 목적과도 같고 유명지역에 흔히 나타나는 "젠트리피케이션"현상에도 큰 영향을 받는 만큼, 시장의 근본 목적과 취지를 살리려는 의도가 크다.

최근 홍대앞 희망시장의 참가기준이 대폭 완화되었다. 참고는 해당 링크로 

#### 행사 및 언론 보도
1. 스트리트H - 희망이 시작되는 예술장터 희망시장 2013년 6월5일[6]
2. 문화체육관광부 주최 2018 크래프트 위크 2018년 5월1부터 7일까지[7]
3. KTV국민방송 - 홍대앞 '희망시장', 시민작가 창작 열기 2016년 11월 22일[8]
4. 한국관광공사 대한민국 구석구석 - 홍대앞 희망시장[9]
5. 마포관광정보센터 - [홍대] 예술작품을 만나는 공간, '홍대앞 희망시장'[10]

흔히들 <홍대앞 희망시장>을 벼룩시장 또는 플리마켓이라고 부르는 경우가 있는데, 이는 엄연히 본 시장의 성격과 취지 그리고 목적에도 맞지 않는 명칭이다. 홍대앞 희망시장을 한 단어로 축약시키는 사전적 의미의 단어는 없지만, 줄여서 예술시장, 영문으로는 아트마켓(art market) 이라고 지칭하고 있고, 가급적 길지만 시장 명칭 그대로를 더욱 많이 사용하고 있다. 홍대앞 희망시장의 메인 컬러는 <핑크>를 사용하고 있고, 이는 시장의 각종 포스터 및 현수막, 대표 캐릭터에도 적극 사용하고 있다. 홍대앞 희망시장의 영문은 <Rainbow Art Market>이다. 과거 희망을 상징하는 무지개를 로고로 사용 했었고, 그 의미를 현재에도 계승하여 영문으로 사용하고 있다. 홍대앞을 방문하는 관광객이나 시민들, 참여작가들은 핑크색을 보면 희망시장이 생각난 다는 풍문이다. 홍대앞 희망시장(주최, 하하협)의 대표는 스타킹디자이너 김성훈이고 시장과 단체의 소재지는 서울시 마포구 서교동(홍대앞 인근)에 있다. 홍대앞 희망시장을 운영하고 있는 총 운영위원의 수는 5명인데, 대표(1인), 사무국장(1인), 고문(1인), 감사(1인), 운영위원(1인)이 있다. 2016년, 2017년, 2018년도에는 시장 탄생이후 처음으로 서울시 산하기관 <서울디자인재단>에서 물적지원 및 후원을 받았고, 대규모 플리마켓 커뮤니티인 "문화상점"의 후원을 받고 있다. 1365자원봉사자가 홍대앞 희망시장에도 활동하고 있는데 2019년 12월 10일, 마포구 자원봉사 활성화에 기여한 공을 인정받아 "감사장"을 전달 받았다. 홍대앞 희망시장의 1년 행사를 운영하는데 드는 총 예산은 약 천오백만원 이상이 소요되고 있고, 2002년 5월 첫개장 이후 2020년에 이르기까지 18년, 횟수로 19년차에 이르는 대한민국에서 가장 오래된 자생적 수공예 문화예술 시장이다.